# Фальк, Хильдегард
Хильдегард Фальк (род. 8 июня 1949, Бад-Мюндер-ам-Дайстер, Нижняя Саксония) — западногерманская спортсменка. На Олимпийских играх 1972 года выиграла золотую медаль в беге на 800 м и бронзовую медаль в эстафете 4 × 400 м. В финале на дистанции 800 м лишь на 0,1 секунды опередила Ниёле Сабайте и Гунхильд Хоффмайстер.
11 июля 1971 года в Штутгарте Фальк пробежала 800 м за 1.58,5, улучшив мировой рекорд Веры Николич на две секунды. Она была первой женщиной, выбежавшей на этой дистанции из двух минут (если не считать нератифицированный результат Син Ким Дан). Её рекорд простоял до 1973 года.
Прежде чем стать профессиональной спортсменкой, Фальк училась на преподавателя средней школы и занималась в гандболом и плаванием. В 1971 году кроме мирового рекорда на 800 м она выиграла золотую медаль в беге на 800 м на Чемпионате Европы в помещении и серебро в эстафете 4 × 400 м на Чемпионате Европы; Вместе с Эллен Титтель, Сильвией Шенк и Кристой Мертен она установила мировой рекорд в эстафете 4 × 800 м.
На чемпионатах страны она выиграла 800 м в 1970 и 1971 годах (на крытых и открытый стадионах), а в 1973 на открытых стадионах. В 1972 году она была награждена Серебряным лавровым листом немецкой Ассоциации лёгкой атлетики.
Фальк тренировал её муж Рольф Фальк. Они позже развелись, и она вышла замуж за доктора Клауса Киммиха, спортсмена-пятиборца, от которого родила двоих детей.